# Função linear positiva
Na matemática, especialmente em análise funcional, uma função linear positiva num espaço vetorial ordenado (V, ≤) é uma função linear f em V desde que para todo elemento positivo v de V, implica que
{\displaystyle f(v)\geq 0.}
Em outras palavras, uma função linear positiva garante retornar valores não negativos para qualquer elemento positivo. O teorema da representação de Riesz é uma das maiores amostras da importância das funções positivas lineares na C*-álgebra.